# Lineární seznam

Jednocestný spojový seznam. Každý prvek seznamu kromě své hodnoty obsahuje i odkaz (pointer, referenci, …) na následující prvek v seznamu. Poslední prvek odkazuje „nikam“.

Jednosměrný kruhový seznam. Poslední prvek seznamu odkazuje opět na začátek.

Dvoucestný/dvousměrný spojový seznam. Každý prvek seznamu obsahuje, kromě své hodnoty, odkaz na následující i předchozí prvky seznamu.

Lineární seznam (také lineární spojový seznam) je dynamická datová struktura, vzdáleně podobná poli (umožňuje uchovat velké množství hodnot ale jiným způsobem), obsahující jednu a více datových položek (struktur) stejného typu, které jsou navzájem lineárně provázány vzájemnými odkazy pomocí ukazatelů nebo referencí. Aby byl seznam lineární, nesmí existovat cykly ve vzájemných odkazech.
Lineární seznamy mohou existovat jednosměrné a obousměrné. V jednosměrném seznamu odkazuje každá položka na položku následující a v obousměrném seznamu odkazuje položka na následující i předcházející položky. Zavádí se také ukazatel nebo reference na aktuální (vybraný) prvek seznamu. Na konci (a začátku) seznamu musí být definována zarážka označující konec seznamu. Pokud vytvoříme cyklus tak, že konec seznamu navážeme na jeho počátek, jedná se o kruhový seznam.

## Příklad
Příklad v programovacím jazyce C.
```
#include
 
<stdio.h>
 /* for printf */

#include
 
<stdlib.h>
 /* for malloc */

typedef
 
struct
 
ns

{

  
int
 
data
;

  
struct
 
ns
 
*
next
;

}
 
node
;

/* add on top */

node
 
*
list_add
 
(
node
 
**
p
,
 
int
 
i
)

{

  
node
 
*
n
 
=
 
NULL
;

  
if
 
(
p
)
 
{

    
/* you normally don't cast a return value for malloc */

    
n
 
=
 
malloc
(
sizeof
(
node
));

    
if
 
(
n
)
 
{

      
n
->
data
 
=
 
i
;

      
n
->
next
 
=
 
*
p
;

      
*
p
 
=
 
n
;

    
}

  
}

  
return
 
n
;

}

/* add on bottom */

node
 
*
list_add_bottom
 
(
node
 
**
p
,
 
int
 
i
)

{

  
node
 
*
n
 
=
 
NULL
;

  
if
 
(
p
)
 
{

    
n
 
=
 
malloc
(
sizeof
(
node
));

    
if
 
(
n
)
 
{

      
n
->
data
 
=
 
i
;

      
n
->
next
 
=
 
NULL
;

      
if
 
(
*
p
)
 
{

        
node
 
*
m
 
=
 
*
p
;

        
while
 
(
m
->
next
)
 
m
 
=
 
m
->
next
;

        
m
->
next
 
=
 
n
;

      
}
 
else
 
{

        
*
p
 
=
 
n
;

      
}

    
}

  
}

  
return
 
n
;

}

/* add on index position */

node
 
*
list_insert_at
 
(
node
 
**
p
,
 
int
 
i
,
 
int
 
index
)

{

  
node
 
*
n
 
=
 
NULL
;

  
if
 
(
p
)
 
{

    
if
 
(
*
p
)
 
{

      
/* if *p is not empty */

      
node
 
*
r
 
=
 
NULL
;

      
node
 
*
s
 
=
 
*
p
;

      
int
 
idx
 
=
 
0
;

      
while
 
(
s
)
 
{

        
if
 
(
idx
 
==
 
index
)
 
{

          
/* insert on this position */

          
n
 
=
 
malloc
(
sizeof
(
node
));

          
if
 
(
n
)
 
{

            
n
->
data
 
=
 
i
;

            
if
 
(
r
)
 
{

              
/* insert between r and r->next */

              
n
->
next
 
=
 
r
->
next
;

              
r
->
next
 
=
 
n
;

            
}
 
else
 
{

              
/* insert on top */

              
n
->
next
 
=
 
*
p
;

              
*
p
 
=
 
n
;

            
}

          
}

          
return
 
n
;

        
}

        
idx
++
;

        
r
 
=
 
s
;

        
s
 
=
 
s
->
next
;

      
}

      
if
 
(
idx
 
==
 
index
)
 
{

        
/* insert on bottom */

        
n
 
=
 
malloc
(
sizeof
(
node
));

        
if
 
(
n
)
 
{

          
n
->
data
 
=
 
i
;

          
n
->
next
 
=
 
NULL
;

          
r
->
next
 
=
 
n
;

        
}
          

      
}

    
}
 
else
 
{

      
/* if *p is empty */

      
if
 
(
!
index
)
 
{

        
/* insert only on top */

        
n
 
=
 
malloc
(
sizeof
(
node
));

        
if
 
(
n
)
 
{

          
n
->
data
 
=
 
i
;

          
n
->
next
 
=
 
NULL
;

          
*
p
 
=
 
n
;
 

        
}

      
}

    
}

  
}

  
return
 
n
;

}

/* remove head */

void
 
list_remove
 
(
node
 
**
p
)

{

  
if
 
(
p
 
&&
 
*
p
)
 
{

    
node
 
*
n
 
=
 
*
p
;

    
*
p
 
=
 
(
*
p
)
->
next
;

    
free
(
n
);

  
}

}

node
 
**
list_search
 
(
node
 
**
n
,
 
int
 
i
)

{

  
if
 
(
n
)
 
{

    
while
 
(
*
n
)
 
{

      
if
 
((
*
n
)
->
data
 
==
 
i
)
 
return
 
n
;

      
n
 
=
 
&
(
*
n
)
->
next
;

    
}

  
}

  
return
 
NULL
;

}

void
 
list_print
 
(
node
 
*
n
)

{

  
if
 
(
!
n
)
 
{

    
printf
(
"list is empty
\n
"
);

    
return
;

  
}

  
while
 
(
n
)
 
{

    
printf
(
"print %p %p %d
\n
"
,
 
n
,
 
n
->
next
,
 
n
->
data
);

    
n
 
=
 
n
->
next
;

  
}

}

int
 
main
 
(
void
)

{

  
node
 
*
n
 
=
 
NULL
;

  
list_add
(
&
n
,
 
0
);
 
/* list: 0 */

  
list_add
(
&
n
,
 
1
);
 
/* list: 1 0 */

  
list_add
(
&
n
,
 
2
);
 
/* list: 2 1 0 */

  
list_add
(
&
n
,
 
3
);
 
/* list: 3 2 1 0 */

  
list_add
(
&
n
,
 
4
);
 
/* list: 4 3 2 1 0 */

  
list_print
(
n
);

  
/* insert (5) at position index 0, list: 5 4 3 2 1 0 */

  
list_insert_at
(
&
n
,
 
5
,
 
0
);

  
/* insert (25) at position index 3, list: 5 4 3 25 2 1 0 */

  
list_insert_at
(
&
n
,
 
25
,
 
3
);

  
/* insert (-1) at position index 7, list: 5 4 3 25 2 1 0 -1 */

  
list_insert_at
(
&
n
,
 
-1
,
 
7
);

  
list_print
(
n
);

  
list_remove
(
list_search
(
&
n
,
 
-1
));
 
/* remove cell containing -1 */

  
list_remove
(
list_search
(
&
n
,
 
25
));
 
/* remove cell containing 25 */

  
list_remove
(
list_search
(
&
n
,
 
5
));
  
/* remove cell containing 5 */

  
list_remove
(
&
n
);
            
/* remove first (4) */

  
list_remove
(
&
n
->
next
);
      
/* remove new second (2) */

  
list_remove
(
list_search
(
&
n
,
 
1
));
 
/* remove cell containing 1 (first) */

  
list_remove
(
&
n
->
next
);
      
/* remove second to last node (0) */

  
list_remove
(
&
n
);
            
/* remove last (3) */

  
list_print
(
n
);

  
return
 
0
;

}

```